# Секстон, Сэм
Сэ́м Се́кстон (англ. Sam Sexton; род. 18 июля 1984, Норидж, Великобритания) — британский профессиональный боксёр, выступавший в тяжёлой (свыше 90,72 кг) весовой категории. Среди профессионалов бывший чемпион Великобритании (2017—2018), Британского содружества наций (2009—2010) и чемпион Британского профессионального турнира Prizefighter 2 (2008) в тяжёлом весе.

## Профессиональная карьера
3 сентября 2005 года начал свою профессиональную карьеру победив по очкам (счёт: 60-55) в 6-тираундовом бою опытного британского джорнимена Пола Бонсона (19-80-6).
14 июня 2008 года с рекордом 7-0 вышел против непобеждённого британца Дерека Чисоры (4-0), и проиграл ему техническим нокаутом в 6-м раунде.
В 2008 году выиграл профессиональный турнир Prizefighter. Дважды победил непобеждённого Мартина Рогана, и завоевал титул Британского содружества.
18 сентября 2010 года вновь вышел на бой-реванш с Дереком Чисорой (13-0), и снова уступил ему техническим нокаутом в 9-м раунде.
После двух боёв, и отказа Тайсона Фьюри от своих титулов, был объявлен претендентом на вакантные титулы чемпиона Великобритании и британского содружества с соотечественником, Дэвидом Прайсом. 19 мая 2012 года Секстон проиграл небитому Дэвид Прайсу (12-0) нокаутом в 4-м раунде.
6 октября 2017 года в бою за вакантный титул чемпиона Великобритании встретился с британцем Гэри Корнишом (24-1), и в близком бою одержал победу единогласным решением судей (счет судей: 116—114, 115—114, 116—113).
12 мая 2018 года в бою с британцем Хьюи Фьюри (20-1), снова (уже в четвёртый раз) проиграл техническим нокаутом в 5-м раунде, потеряв титул чемпиона Великобритании.

## Статистика профессиональных боёв
В таблице перечислены результаты всех поединков боксёров.
В каждой строке указан результат поединка. Дополнительно номер поединка обозначен цветом, который обозначает итог поединка. Расшифровка обозначений и цветов представлена в нижеследующей таблице.
| Пример | Расшифровка                     |
| ------ | ------------------------------- |
|        | Победа                          |
|        | Ничья                           |
|        | Поражение                       |
|        | Планируемый поединок            |
|        | Поединок признан несостоявшимся |
| КО     | Нокаут                          |
| ТКО    | Технический нокаут              |
| PTS    | Решение судей (по очкам)        |
| UD     | Единогласное решение судей      |
| MD     | Решение большинства судей       |
| SD     | Раздельное решение судей        |
| RTD    | Отказ от продолжения боя        |
| DQ     | Дисквалификация                 |
| NC     | Поединок признан несостоявшимся |

| 28 поединков, 24 победы (9 нокаутом), 4 поражения | 28 поединков, 24 победы (9 нокаутом), 4 поражения | 28 поединков, 24 победы (9 нокаутом), 4 поражения | 28 поединков, 24 победы (9 нокаутом), 4 поражения | 28 поединков, 24 победы (9 нокаутом), 4 поражения | 28 поединков, 24 победы (9 нокаутом), 4 поражения | 28 поединков, 24 победы (9 нокаутом), 4 поражения                                                                       | 28 поединков, 24 победы (9 нокаутом), 4 поражения |
| Бой                                               | Рекорд                                            | Дата боя                                          | Соперник                                          | Место проведения боя                              | Раундов, время                                    | Дополнительно |                                                   |
| ------------------------------------------------- | ------------------------------------------------- | ------------------------------------------------- | ------------------------------------------------- | ------------------------------------------------- | ------------------------------------------------- | --- | ------------------------------------------------- |
| 28                                                | 24-4                                              | 12 мая 2018                                       | Хьюи Фьюри (20-1)                                 | Болтон, Англия, Великобритания                    | TKO 5 (12), 2:03                                  | Утратил титул чемпиона Великобритании по версии BBBofC в супертяжёлом весе (1-я защита Секстона).                       |                                                   |
| 27                                                | 24-3                                              | 6 октября 2017                                    | Гэри Корниш (24-1)                                | Эдинбург, Шотландия, Великобритания               | UD (12)                                           | Завоевал вакантный титул чемпиона Великобритании по версии BBBofC в супертяжёлом весе. Счёт: 116-114, 115-114, 116-113. |                                                   |